# Stephy Mavididi
Stephy Mavididi (Derby, 31 de mayo de 1998) es un futbolista inglés que juega de delantero en el Leicester City F. C. de la EFL Championship.

## Selección nacional
Mavididi fue internacional sub-17, sub-18, sub-19 y sub-20 con la selección de fútbol de Inglaterra.
Disputó el Campeonato Europeo Sub-17 de la UEFA 2015 y la Copa Mundial de Fútbol Sub-17 de 2015.

## Clubes
| Club                             | País       | Año       |
| -------------------------------- | ---------- | --------- |
| Arsenal F. C.                    | Inglaterra | 2016-2018 |
| Charlton Athletic F. C. (cedido) | Inglaterra | 2017      |
| Preston North End F. C. (cedido) | Inglaterra | 2017-2018 |
| Charlton Athletic F. C. (cedido) | Inglaterra | 2018      |
| Juventus F. C.                   | Italia     | 2019-2020 |
| Dijon F. C. O. (cedido)          | Francia    | 2019-2020 |
| Montpellier H. S. C.             | Francia    | 2020-2023 |
| Leicester City F. C.             | Inglaterra | 2023-     |

## Palmarés

### Campeonatos nacionales
| Título           | Equipo               | País       | Año  |
| ---------------- | -------------------- | ---------- | ---- |
| EFL Championship | Leicester City F. C. | Inglaterra | 2024 |